# Norah Jones
Geethali Norah Shankar Jones (Nueva York, 30 de marzo de 1979), conocida como Norah Jones, es una cantante, compositora, pianista, actriz y multinstrumentista estadounidense. Ganadora de nueve premios Grammy, ha vendido más de 60 millones de discos y sencillos. Su música combina elementos de jazz, blues, soul, country y pop. 
Protagonizó la película My Blueberry Nights y ha realizado dos cameos, el primero en la película Amor a segunda vista (2002) y en Ted (2012).

## Biografía

### Inicios
Norah Jones nació en Bedford-Stuyvesant, hija biológica del fallecido y famoso sitarista indio Ravi Shankar y de la productora de conciertos Sue Jones. Hermana, por parte paterna, de la también sitarista Anoushka Shankar.
Junto con su madre, ella vivió en Nueva York hasta que cumplió cuatro años. Entonces, se mudaron a Grapevine (cerca de Dallas, Texas), donde estuvo hasta los veinte. De esta época data su primer interés por la música, que se materializaba en la audición de discos de clásicos del blues y del jazz como Billie Holiday, Etta James, Aretha Franklin, Ray Charles, Bill Evans, Joni Mitchell y otros. A estas influencias, hay que añadir las recibidas por vía de su abuela, aficionada al country de los outlaws, desde Hank Williams a Willie Nelson. 
Norah empezó a estudiar canto y se sumó al coro de la iglesia para cantar gospel, al tiempo que iniciaba las clases de piano y saxofón (a los siete). 
Cuando creció, se matriculó en una escuela de artes. Su primer contacto con el jazz lo tuvo en Dallas, al ingresar en su adolescencia en el Booker T. Washington High School for the Performing and Visual Arts (Secundario de artes escénicas y visuales). En 1996 y 1997 ganó varios premios de composición e interpretación para estudiantes. Al finalizar el instituto, entró en la Universidad de North Texas, donde estudió piano y teoría en el programa de jazz. Allí se especializó en teclado de jazz y formó su primer grupo. De ahí pasó a tocar el piano y cantar regularmente en un restaurante italiano.

### En Nueva York
Con veinte años cumplidos, Norah volvió a Nueva York para unas breves vacaciones y ya no quiso volver a Texas. Poco antes había tomado contacto con un grupo de músicos de aquella ciudad y, desde ese momento, se involucró en el circuito de clubes y conciertos de Greenwich Village, y colaboró con diversas bandas. 
Durante dos años se ganó la vida cantando en salones de jazz, almuerzos y happy hours, muchas veces ante menos de quince personas y cobrando sólo de las propinas que les daban los parroquianos. 
Abandonó la universidad, empezó a escribir sus propias canciones, formó parte del combo de funk fusion, Wax Poetic y, finalmente, montó su propio grupo con el bajista Lee Alexander, el guitarrista y compositor de «Don’t Know Why», Jesse Harris, y el baterista Dan Rieser. Por esa época, se estabilizó como cantante en el club nocturno The Living Room.

### El éxito
En uno de esos conciertos la escuchó Shell White, miembro de la discográfica EMI, una noche del año 2000. Le gustó lo que oía y le pidió un demo con sus canciones. Este se lo llevó a su amigo Bruce Lundvall, director de Blue Note, el reputado sello de jazz. Y acertó, porque esa compañía estaba en la búsqueda de nuevos artistas.

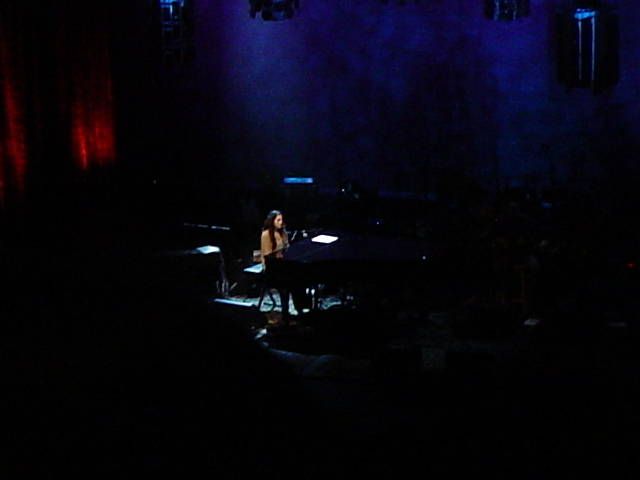
Norah Jones en Londres, el 23 de abril de 2003.

La propuesta de Norah no podía ser más tentadora: Una voz joven y sugerente, plena de cálida sensualidad, cantando casi como si desvelara algún íntimo secreto. Lundvall la contrató con haber escuchado apenas tres canciones de ese casete y le encargó al productor Craig Street que trabajara el material de Norah y la rodeara con instrumentistas de lujo. El resultado, mucho más pop que la versión final, no convenció a nadie y Lundvall le encargó a su productor estrella, Arif Mardin, una nueva versión, que se concentrara en la voz. El paquete estaba listo y Come Away With Me, su debut discográfico, salió a la venta en febrero de 2002, sin campañas masivas, ni un hit agresivo sonando en todas las radios. Sin embargo, el boca a boca hizo su trabajo y el disco se empezó a vender cada vez más. Para el otoño ya había sobrepasado el millón de copias vendidas y todos estaban maravillados. También se convirtió en platino en Holanda, Australia, Portugal y Hong Kong; doble platino en Gran Bretaña, Irlanda y Singapur; y quíntuple platino en Nueva Zelanda. El total de ventas alrededor del mundo sobrepasa los 18 millones de copias. Además, fue la gran triunfadora de la 45 edición de los Grammy entregados en 2003, con sus cinco estatuillas ganadas, incluidas mejor álbum, canción, disco del año y mejor artista novel, siendo la gran sorpresa de la noche ya que prácticamente le arrebató 3 estatuillas de la mano a Eminem, incluido el de disco del año, aunque las apuestas favorecían a Eminem.
Dos años después de la publicación de su álbum de debut, "Come Away with Me", Norah Jones regresa con "Feels Like Home". La cantante-pianista-compositora vuelve a hacer equipo con el productor Arif Mardin, el ingeniero de sonido Jay Newland y su grupo habitual en directo. Nos ofrece un conjunto de canciones compuestas por ella, los miembros de su grupo y por el cantante y compositor Richard Julian. Jones también hace versiones de varias canciones incluyendo "Be Here To Love Me" de Townes Van Zandt y "Melancholia" de Duke Ellington, canción para la que ella escribió las letras y la re-tituló con el nombre de "Don’t Miss You At All".
En 2007, saca su tercer álbum de estudio, Not Too Late, y lanza 5 sencillos. El álbum vende alrededor de 7 millones de copias.
El 17 de noviembre de 2009 salió a la venta su cuarta producción titulada The Fall, la cual contiene trece temas, además de seis temas en la versión de lujo. El disco incluye las colaboraciones de Marc Ribot, James Gadson, Joey Waronker o James Poyser, entre otros.
En 2010, salió a la venta su quinta producción titulada ...Featuring, en el cual Norah Jones canta con 18 artistas, entre los que están Foo Fighters, Belle and Sebastian, Dolly Parton, y muchos más.
En 2012 sale su sexto material inédito con el nombre de Little Broken Hearts, y su primer sencillo fue "Happy Pills".
El 25 de noviembre de 2013 fue lanzado Foreverly, es un álbum colaborativo del guitarrista de Green Day Billie Joe Armstrong y la cantante y compositora de jazz / pop Norah Jones.
El sexto álbum de estudio en solitario de Norah Jones, fue lanzado el 7 de octubre de 2016 a través de Blue Note Records. El álbum cuenta con nueve canciones originales y tres versiones.
Begin Again es el séptimo álbum de estudio de Norah Jones, lanzado a través de Blue Note Records el 12 de abril de 2019. El álbum también se llamó "compilación de sencillos", que Jones grabó desde 2018 hasta 2019, e incluye colaboraciones con Jeff Tweedy y Thomas Bartlett.

## Colaboraciones

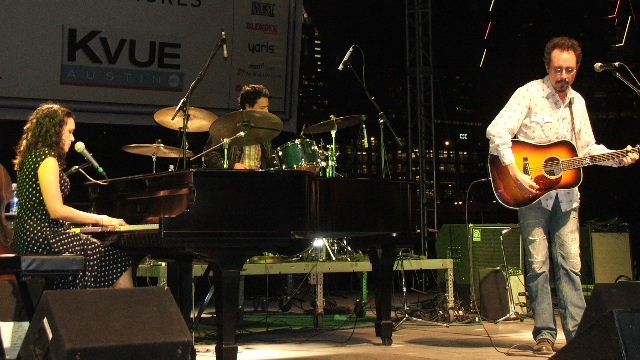
The Little Willies en el South by Southwest Festival, 2006.

### The Little Willies
The Little Willies es una banda formada el 2003, con Norah Jones en las voces y el piano, Richard Julian en las voces, Jim Campilongo en la guitarra, Lee Alexander en el bajo y Dan Rieser en la percusión. Hasta el momento han sacado dos discos, The Little Willies (2006), y For The Good Times (2012) 

### Peeping Tom
Peeping Tom es un álbum colaborativo de Mike Patton, lanzado el 2006. Jones apareció en la canción número 10, "Sucker".

### El Madmo
El 12 de mayo de 2006, Norah Jones (disfrazada con una peluca rubia, mucho maquillaje, mallas y pantalones muy cortos) apareció en una banda llamada "El Madmo" como teloneros de Pela. Consistía de "El" (Daru Oda de Handsome Band) "Maddie" (Norah Jones) y "Mo" (Andrew Borger).
El 20 de mayo de 2008 salió a la venta su primer disco, que lleva el nombre de la banda.
El Tracklist es:
1. Carlo!
2. Head in a Vise
3. Vampire Guy
4. GGW
5. Sweet Adrenaline
6. Attack of the Rock People
7. The Best Part
8. Fantasy Guy
9. I Like it Low
10. Scary Lady
11. Nonny Goat Mon
12. Rock Yer Balls Off

### Foo Fighters
Colaboró en la canción "Virginia Moon" del álbum "In Your Honor" lanzado en el año 2005.

### Belle and Sebastian
Colaboró en la canción "Little Lou, Ugly Jack, Prophet John" del álbum "Belle and Sebastian Write About Love" lanzado en el año 2010.

### The Joni Letters
En 2007, Norah Jones aparece como parte del álbum "River: The Joni Letters", de Herbie Hancock como un tributo a Joni Mitchell. Norah canta la pista "Court and Spark".

### The Peter Malick Group
Pone voz en el disco de la banda titulado "New York City".

### Rodrigo Amarante
En 2020 compone dos canciones colaborativas con el cantautor brasileño Rodrigo Amarante llamadas "Falling" y "I forgot".

### Logic
En 2023, Jones apareció en el sencillo "Paradise II" del octavo álbum de estudio del rapero Logic, College Park .

### Laufey
En 2023, Jones colaboró con la música de jazz islandesa Laufey en dos temas, grabando una versión de la clásica canción navideña "Have Yourself A Merry Little Christmas" y lanzando una canción original titulada "Better Than Snow".

## Discografía

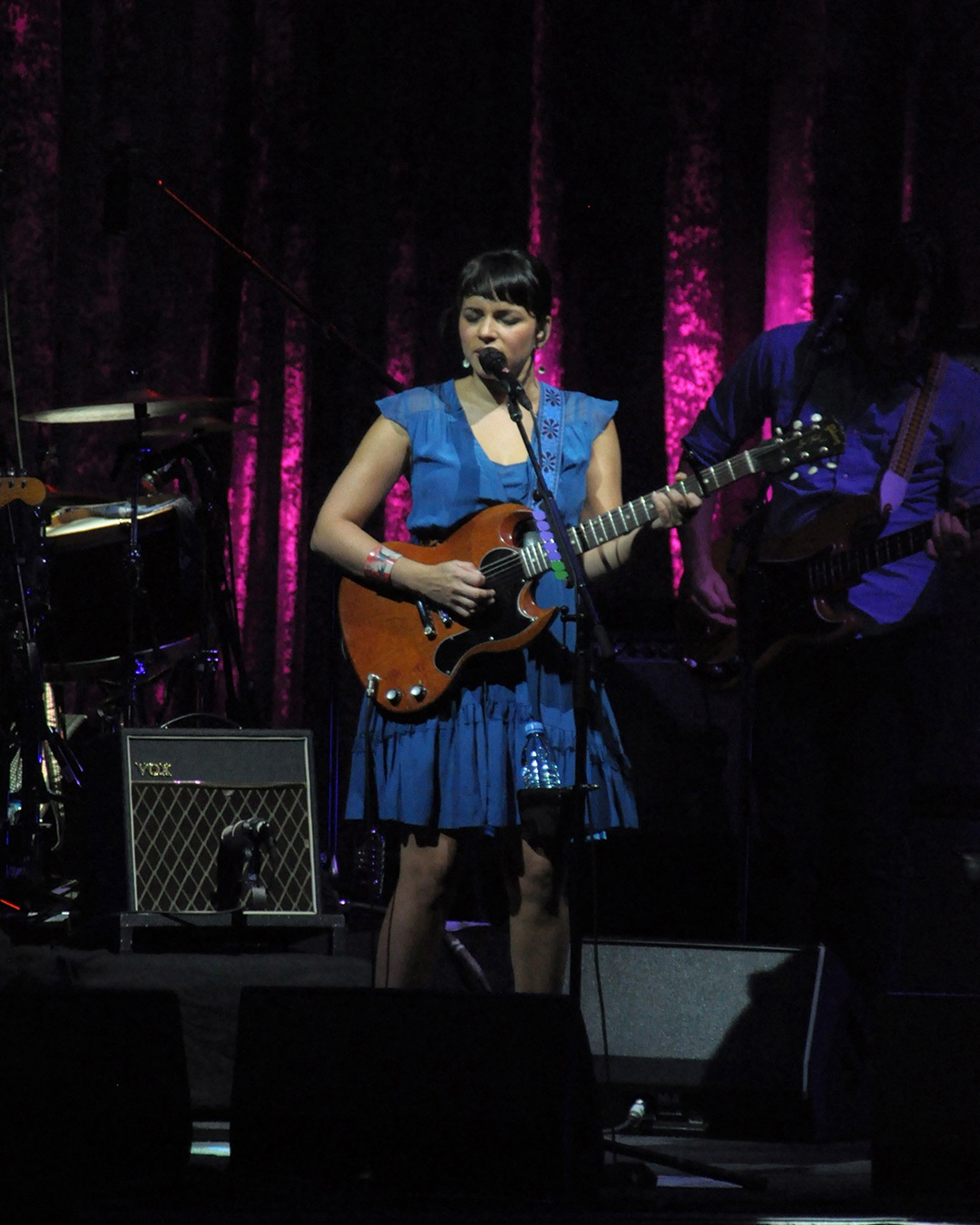
Norah Jones en Argentina, presentando "Little Broken Hearts" en diciembre de 2012.

### Álbumes de estudio
- Come Away With Me (2002)
- Feels Like Home (2004)
- Not Too Late (2007)
- The Fall (2009)
- Little Broken Hearts (2012)
- Day Breaks (2016)
- Begin again (2019)
- Pick me up off the floor (2020)
- Visions (2024)

### Álbumes recopilatorios
- ...Featuring (2010)

### EP
- First Sessions (2001)